# Bob Birch
Robert Birch, detto Bob (Detroit, 14 luglio 1956 – San Fernando Valley, 15 agosto 2012), è stato un bassista statunitense.

## Biografia
Nacque nel 1956 a Detroit (Michigan) e frequentò la Wayne State University, situata per l'appunto nella nota città statunitense; nonostante sapesse suonare anche il fagotto, la sua vera passione rimase il basso. Negli anni '80, dopo aver affinato le proprie capacità ed essersi perfezionato musicalmente, si trasferì a Los Angeles (dove conobbe il percussionista John Mahon e il tastierista Guy Babylon). Ebbe la sua prima esperienza in ambito professionistico andando in tour con José Feliciano e Babylon; nel 1991 entrò a far parte dei Warpipes (rockband formata da musicisti come Davey Johnstone e Nigel Olsson, molto legati ad Elton John): con loro suonò sia il basso sia il sassofono. Nel corso del tour volto a promuovere l'album The One (1992) Bob fu chiamato da Johnstone e divenne il bassista ufficiale della rockstar britannica (ma si cimentò anche ai cori).
Birch fu un membro della Elton John Band, insieme a Davey Johnstone, Nigel Olsson e John Mahon; come loro, abitava a Los Angeles, dove si era sposato con sua moglie Michele ed ha avuto un figlio, frequentante l'Occidental College (dove studia biochimica).
Morì il 15 agosto 2012, all'età di 56 anni. Il suo corpo fu trovato nella sua abitazione con un colpo di pistola alla testa. Il caso è stato catalogato come "apparente suicidio."